# Jaime Uribe
Jaime Cirilo Uribe Ochoa  (Lima, 1950) es un médico y político peruano. Fue  Alcalde de la provincia de Huaral en dos periodos no consecutivos.

## Biografía
Nacido en el Surco (Lima), el 2 de octubre de 1950. Hizo sus estudios primarios en el colegio Enrique Nerininº 583 y los secundarios en la Gran Unidad Riva Agüero - Chorrillos.  
Entre 1972 y 1982 hizo sus estudios en Medicina en la Universidad Nacional Mayor de San Marcos en Lima. Ha sido director del Hospital de Chancay de 1986 a 1997 y del Hospital de Huaral de 1997 al 2002.
En elecciones regionales y municipales del Perú de 2006 postula a la alcaldía provincial de Huaral por Alianza para el Progreso y es electo alcalde de dicha provincia, para el periodo 2007-2010. 
En febrero del 2010 anuncia su postulación a la reelección como alcalde de Huaral por Perú Concertación para el Desarrollo Regional.